# Mark Pringle
Mark Pringle (* 1991) ist ein britischer Jazz- und Improvisationsmusiker (Piano, Komposition).

## Leben und Wirken
Pringle erhielt im Alter von sechs Jahren klassischen Klavierunterricht, auch lernte er Klarinette. Sein Bruder machte ihn mit der Bluestonleiter vertraut, und er begann, sich mit Jazz und Improvisation zu beschäftigen. Bis 2015 besuchte das Birmingham Conservatoire of Music, wo er bei Liam Noble und John Turville studierte und an Workshops von Greg Osby und Dave Holland teilnahm; er absolvierte sein Studium, in dem er auch vier Monate am Pariser Konservatorium weilte, als Jahrgangsbester. Zudem nahm er Privatunterricht bei John Law, mit dem er sein erstes Album This Is (33 Records, 2011) im Duo einspielte.
2014 erhielt Pringle den Peter Whittingham Award; er nutzte das Preisgeld, um die Arbeit seines Trios und eines 12-köpfigen Ensembles aus Bläsern, Streichern und Rhythmusgruppe namens A Moveable Feast zu entwickeln; dessen gleichnamiges Album stellte er bei den Proms, dem Manchester Jazz Festival und andernorts sowie in einem Konzert bei BBC Radio 3 vor. Die Oboistin Melinda Maxwell holte ihn in ihr Quartett (Blue Bamboo: Jazz and Other Improvisations 2016). Seit 2015 lebt er in Berlin. Sein Album Book of Haikus mit Jonas Engel (Saxophon), Arne Braun (Gitarre), James Banner (Kontrabass) und Tristan Renfrow (Schlagzeug) erschien 2019. Mit Felix Henkelhausen und Philip Dornbusch veröffentlichte er 2022 sein Album Bright Dark bei Unit Records. Weiterhin arbeitet er in verschiedenen Musikprojekten wie Hayden Prossers Tether, in der Synthiepop-Band LIUN + The Science Fiction Orchestra um Lucia Cadotsch und Wanja Slavin, im Trio Relatively Relational mit Keisuke Matsuno und Julian Erdem, im Trio mit der Geigerin Maria Reich und Moritz Baumgärtner oder im Soloprojekt Verzerren, das er bei Bandcamp dokumentierte. Er begleitete auch Mirna Bogdanović und Cansu Tanrıkulu. Zudem hat er klassische Kompositionen aufgeführt, darunter Messiaens Quatuor pour la fin du temps.